# Жувінтас (заповідник)
Жу́ві́нтас (лит. Žuvinto biosferos rezervatas) — біосферний заповідник, розташований на південному заході Литви, перший створений у цій країні. Формальною датою його заснування вважається 1937 рік, хоча офіційно державним заповідником ця охоронювана територія проголошена в 1946 році, а статус біосферного резервату отримала 2002-го. Площа заповідника становить 18 490 га, з яких 7 500 га згідно Рамсарської конвенції від 1993 року визнано природоохоронною територією міжнародного значення. У 2004 році заповідник Жувінтас увійшов до європейської мережі природоохоронних територій Natura 2000, крім того, заповідне ядро (14 199 га) підлягає особливій охороні згідно Пташиної директиви. В 2011 році Жувінтас включений до глобальної мережі біосферних заповідників за програмою ЮНЕСКО «Людина і біосфера» — це перший і поки що єдиний литовський заповідник із подібним статусом. Керівництво цією установою здійснює Державна служба охоронюваних територій, підпорядкована Міністерству навколишнього середовища.
Заповідник Жувінтас створений задля комплексної охорони екосистем водно-болотних угідь і прилеглих до них лісів. Центральним об'єктом спостережень в ньому виступає озеро Жувінтас, від якого заповідник отримав свою назву, також велике значення має еталонний ліс Букта, озера Жальтітіс й Амалвас. Заповідник Жувінтас вирізняє розмаїття флори та фауни: на його теренах описано вищих рослин 613 видів, мохів — 108, водоростей — 105, грибів — 107, ссавців — 45, птахів — 234, плазунів — 5, земноводних — 10, риб — 22, комах — близько 2000 видів. Особливу роль ця заповідна територія відіграє у збереженні литовської популяції лебедя-шипуна та зграй перелітних водоплавних птахів інших видів. Загалом 120 біологічних таксонів, описаних для Жувінтаса, занесені до Червоної книги Литви, а 54 — до Європейського Червоного списку.

## Історія
Першим науковцем, який відвідав терени сучасного заповідника, був професор Литовського університету (нині університет Вітовта Великого), зоолог Тадас Іванаускас. У 1920-х роках він досліджував птахів озера Жувінтас, а також сприяв проведенню природничих досліджень іншого профілю в його околицях. Вже перші відвідини озера у березні вразили дослідника пташиним різноманіттям: уся поверхня водойми була вкрита тисячними зграями диких качок. Це враження підсилилось у травні, коли до них приєднались незчисленні кулики, мартини, гуски, великі пірникози тощо. На підставі цих спостережень Тадас Іванаускас радив взяти досліджувану територію під охорону. У 1937 році озеро Жувінтас і берегова смуга завширшки 1 км були вилучені з господарського використання і передані факультету математичних і природничих наук Литовського університету. Хоча на той час юридично заповідний статус оформлений не був, однак в межах окресленої території заборонялось будь-яке полювання на звірів і птахів, а для захисту озера від небажаних відвідувачів створили лісовий пост. Отже фактично у Жувінтасі почав діяти заповідний режим.
Після радянської окупації литовських земель у 1941 році охоронювана територія була передана Інституту біології новоствореної Академії наук Литовської РСР, однак ця установа так і не спромоглася ретельно дослідити ввірений об'єкт, оскільки цьому завадила Друга світова війна. Лише по її завершенню у 1946 році озеро Жувінтас і прилеглі землі отримали статус державного заповідника. Спочатку він підпорядковувався Академії наук Литовської РСР безпосередньо, проте вже у 1947 році керівництво ним повернули Інституту біології, у 1959—1963 роках заповідником Жувінтас опікувався Інститут ботаніки, зоології та паразитології. Протягом цього періоду площа охоронюваної ділянки складала лише 3 167,2 га. У 1960—1962 роках інститут організував комплексну науково-дослідну експедицію на озеро, результати якої були оприлюднені в монографії «Заповідник Жувінтас». Ця праця показала, що природоохоронний потенціал досліджуваної території недооцінений, тому в 1963 році площу заповідника збільшили до 5 428 га, а сам установу підпорядкували Державному комітету з охорони природи Литовської РСР.

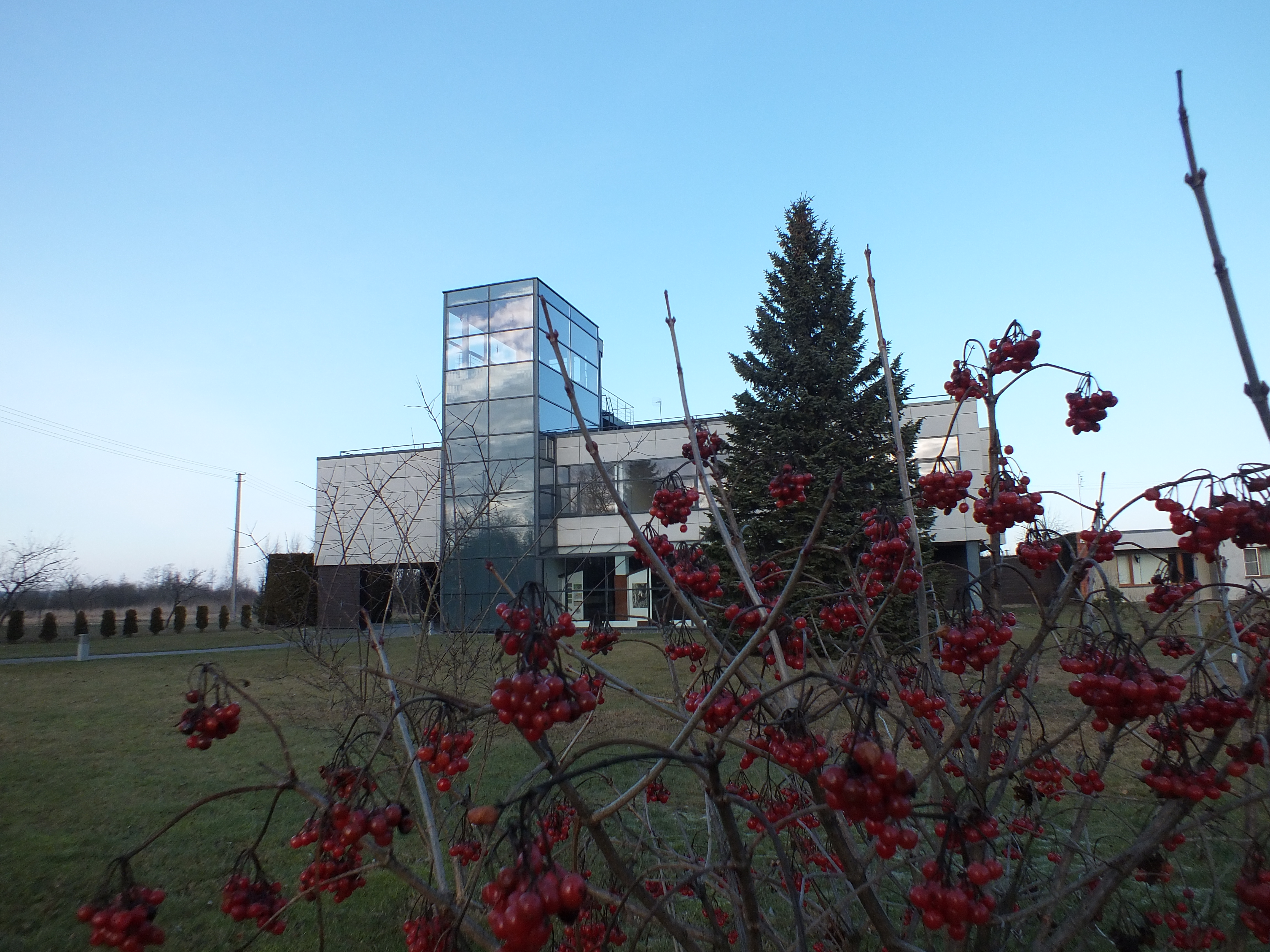
Будівля адміністрації заповідника.

У 1993 році Рамсарська конференція визнала наднаціональне значення водно-болотних угідь Жувінтаса і окреслила особливо важливу ділянку, площа якої становила 7 500 га. 19 листопада 2002 року заповідник отримав статус біосферного, при цьому до нього було приєднано терени орнітологічного заказника Жальтітіс і ботаніко-зоологічного заказника Амалвас, через що його площа збільшилась до 18 490 га. Ця територія складається з двох зон: зони суворої охорони (9 210 га), в якій заборонена будь-яка діяльність людей і присутність сторонніх осіб, і буферної зони (9 280 га), в якій дозволено проводити біотехнічні заходи. Крім того, заповідник оточує так звана транзитна зона (41 700 га), в якій ведеться певна регульована господарська діяльність, окремі ділянки цієї зони мають статус заказників. У 2004 році заповідник зарахували до мережі природоохоронних територій Євросоюзу Natura 2000, а в 2011 році Жувінтас включили до програми ЮНЕСКО «Людина і біосфера».

## Клімат
Біосферний заповідник Жувінтас знаходиться в Атлантико-Континентальній кліматичній області помірної зони. Він розташований на Середньолитовській низовині, якій притаманні холодна весна, помірно тепле літо, м'які осінь та зима зі значною річною кількістю опадів, переважна частина яких випадає у вигляді дощів. Терени заповідника зазнають впливу здебільшого західних циклонічних повітряних мас. Сонячне випромінювання становить тут близько 87 ккал/см² на рік. Середньорічна температура в Жувінтасі складає 6,3 °C, середньорічна температура січня коливається в межах -4,6… -5,0 °C, а середньорічна температура липня сягає лише 17,5 °C. Температурний мінімум на теренах заповідника становить -38 °C, а найвища коли-небудь зафіксована тут температура складає 35 °C. Отже, різниця між температурними екстремумами і середньомісячними температурами найхолоднішого і найтеплішого місяців в околицях Жувінтаса дещо нижча, ніж в інших частинах країни. Перші приморозки в середньому наступають у першій декаді жовтня, а останні трапляються у першій декаді травня, однак ці показники можуть сильно коливатися по роках.
Панівні вітри над озером Жувінтас міняються в залежності від пори року: влітку переважають західні, взимку — вітри, які дмуть із південних напрямків, в першу чергу, з південного заходу. Як правило, їхня сила незначна, тому що середньорічна швидкість вітру становить 3,5—4 м/с.
Сильний вплив атлантичних повітряних мас обумовлює не тільки плавні температурні коливання, але також і незначну зміну вологості повітря навколо Жувінтаса. Так, в осіннє-зимовий період вона складає 80—95 %, а у весняно-літній знижується тільки до 70—80 %. Середньорічна кількість опадів становить 600—800 мм. На інші частини Литви цей регіон схожий характером і розподілом опадів: найменша їхня кількість випадає із січня по березень (близько 150 мм або 26 %), а найбільша — у липні — серпні. У середньому 169 днів на рік бувають із опадами. Перший сніг зазвичай спостерігають близько 18 листопада, однак стійкий сніговий покрив встановлюється в середньому лише 1 січня. При цьому він тримається близько 70 днів, і в першій декаді березня сходить, а від ¼ до ⅓ усіх зим взагалі бувають без стійкого снігового покриву. Таким чином, період зі стійким снігом в околицях Жувінтаса майже на один місяць коротший, ніж у північно-східній частині Литви. Середня висота снігового покриву також незначна — 15—16 см.

## Географія та гідрологія

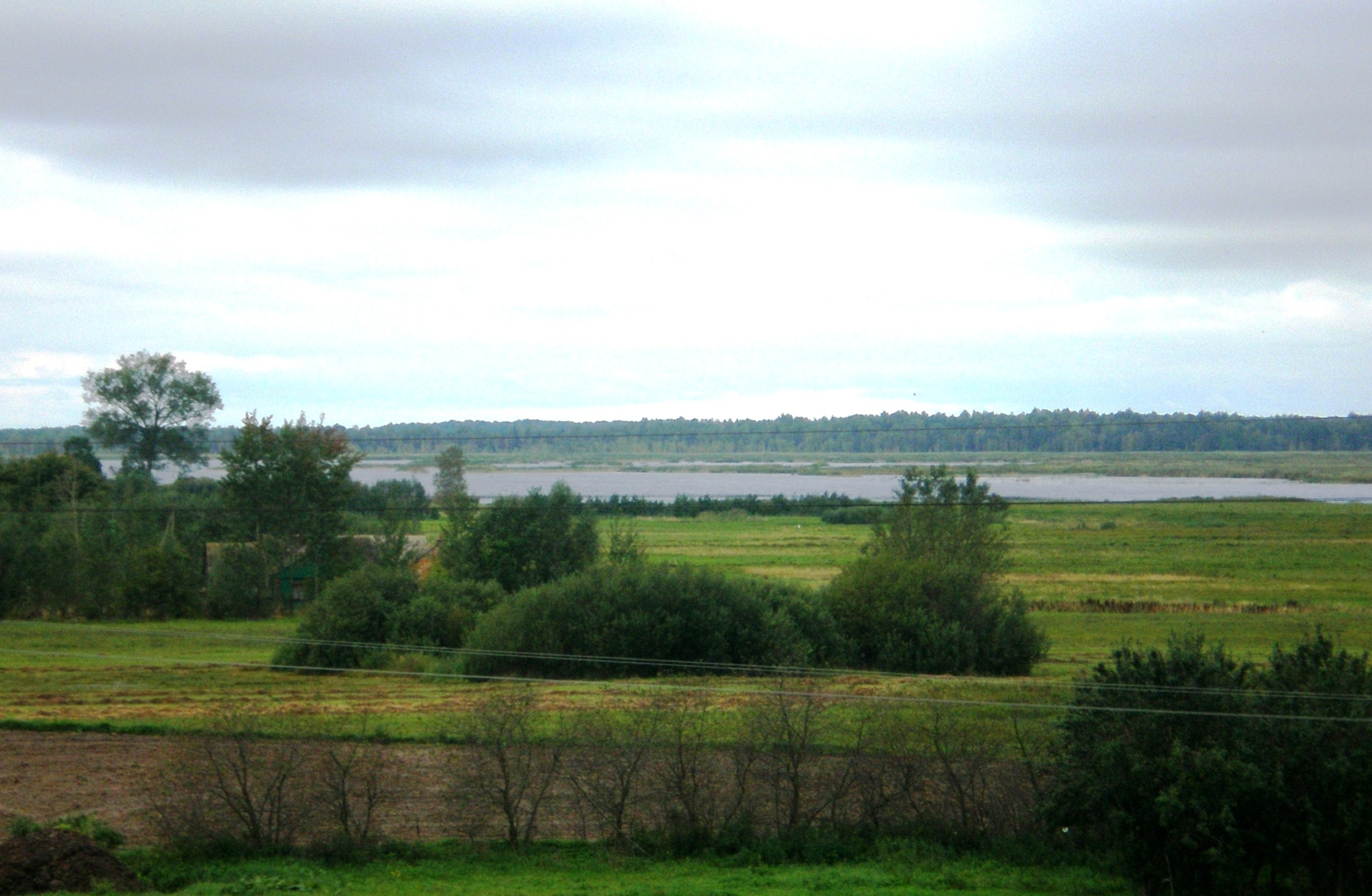
Краєвид озера Жувінтас з боку Алякноніса.

Біосферний заповідник Жувінтас розташований на південному заході Литви в Алітуському і, меншою мірою, Маріямпольському повітах. В Алітуському повіті основна частина охоронюваної території лежить у межах Алітуського району і лише південні околиці природоохоронної установи адміністративно підпорядковані Лаздийському району. Адміністрація заповідника знаходиться у селі Алякноніс, розташованому неподалік від південно-східного берега озера Жувінтас.
Територія заповідника являє собою осяжний озерно-болотний ландшафтний комплекс. Її ядром, в географічному і природоохоронному сенсі, виступає озеро Жувінтас — найстаріший і найцінніший заповідний об'єкт. Окрім нього важливими і особливо помітними є озера Амалвас і Жальтітіс. Підтримка водного режиму цих водойм неможлива без урахування водозбірних ділянок суходолу, тому в заповіднику окрім власне озер охороняють прилеглі ділянки боліт різних типів, річку Довіне тощо. Екологічним буфером, але далеко не другорядною ділянкою в природоохоронному відношенні виступають ліси. Вони складають близько ⅓ охоронюваної території й зосереджені переважно у південній та південно-західній частинах заповідника.
Озеро Жувінтас належить до водойм евтрофного типу. Площа його водного дзеркала досить значна і становить 965 га, при цьому найбільша глибина не перевищує 2,5 м, а середня становить лише 0,6 м. Наявність осяжних мілин в озері сприяє його замуленню і заростанню водною рослинністю, яка вкриває приблизно 40 % його поверхні. Тільки за період з 1951 по 2005 рік площа водного дзеркала Жувінтаса зменшилась на 81,1 га. Настільки інтенсивне заростання обумовлює відносну нестійкість обрисів берегової лінії, тому площу озера Жувінтас часто обчислюють разом із прилеглими до нього болотистими ділянками. Таким чином, увесь водно-болотний комплекс озера Жувінтас займає площу близько 6800 га, що на 990 га перевищує найбільше верхове болото Литви Чяпкяляй. В описах болотисті навколоозерні низини часто фігурують під назвою «болото Жувінтас». Його центральна частина піднята і являє собою верхове болото, яке оточує переривчаста смуга перехідних боліт, а околиці являють собою типові низинні болота.
Озеро Амалвас займає площу 190 га. Подібно до озера Жувінтас, воно також являє собою залишкову льодовикову водойму зі значним ступенем евтрофікації. Попри значно меншу площу Амалвас трохи краще обводнений, ніж озеро Жувінтас. Середня глибина цієї водойми складає 1 м, а найбільша сягає 2,9 м. З усіх боків, окрім східного берега, Амалвас оточують болота, які вирізняють як окремий топонімічний об'єкт — болото Амалвас. В це озеро впадає річка Амалва, а витікає з нього річка Шлаванта. Забруднення вод Амалви пригнічує розвиток вищих рослин в озері. Озеро Жальтітіс розташоване неподалік від кордонів заповідної території. Воно має площу 256 га, середню глибину 2 м, а найбільшу — 4 м. Ця водойма важлива як місце зупинки різноманітних водних птахів на шляхах сезонних перельотів. Окрім цих найбільших озер у заповіднику є кілька невеликих дистрофних, розташованих на верхових болотах. З них найбільшим є озеро Полімас площею 0,16 га.
Дренаж водозбірного басейну біосферного заповідника Жувінтас забезпечує річка Довіне. Протікаючи через різні озера, вона змінює свою назву, зокрема, ділянка річища між озерами Сімнас і Жувінтас називається Бамбяна, а частину річки від озера Жувінтас до місця її впадіння в Шяшупе іменують власне Довіне. Хоча ця водна артерія забирає стоки з озерно-болотних угідь заповідника, однак саме її весняне водопілля значною мірою обумовлює евтрофікацію озера Жувінтас. Під час повені обсяг води, що приносить річка у 10,5 разів перевищує обсяг води в озері, тому мінеральні частки швидко осідають. Саме завдяки багатовіковій дії Довіне шар мулу в Жувінтасі удвічі-тричі перевищує глибину самого озера. В межах заповідника Довіне вбирає у себе притоку Кяулічяй. У заповіднику єдиною водною артерією, яка не зазнала антропогенного впливу, є невелика річка Руде з басейну болота Жувінтас.

## Геологія та ґрунти
В геологічному відношенні заповідник Жувінтас розташований над західним схилом Білорусько-Мазурського антиклінорію. Кристалічний фундамент у цій місцевості залягає на глибині 900—1000 м і складений гранітами та гнейсами. Над ним знаходиться потужний шар морських, лагунних і континентальних відкладень, що сформувалися в палеозойську, мезозойську та кайнозойську ери. Найпотужнішими є четвертинні відкладення завтовшки 90—120 м. Вони поділені на моренні й міжморенні водно-льодовикові горизонти. Саме у верхньочетвертинний період тут утворилася Довінська депресія, дно якої лежить на висоті 90—100 м над рівнем моря, а навколишні гряди, утворені кінцевою мореною, підняті на 10—20 м. Розвиток депресії призвів до утворення чаші сучасного озера Жувінтас.
Цей процес складався з п'ятьох етапів. На першому, льодовиковому, утворилася сама депресія, яка стала дном Довінської прильодовикової водойми. На другому етапі, озерно-трансгресивному, почалося танення Довінської лопаті льодовика. На третьому етапі льодовик відступив з теренів басейну Німана, а води Довінської прильодовикової водойми спустилися в басейн Шяшупе, при цьому на її місці утворилося кілька менших водойм, які в майбутньому перетворяться на озера Жувінтас, Амалвас, Сімнас. В сучасну добу навколо озера Жувінтас на 5—10 м вище теперішнього рівня води можна помітити сліди берегової лінії того прадавнього Жувінтаса. На четвертому, ранньоголоценовому, етапі (близько 8 000 років тому) площа озера Жувінтас складала 5 700 га. На п'ятому, піздньоголоценовому, етапі рівень озера понизився на 3—5 м, його площа зменшилась до 2 250 га і почалася прогресуюча евтрофікація, яка триває дотепер.
На теренах біосферного заповідника переважають болотні ґрунти, основний масив яких розташований на заході, північному заході й північному сході від озера Жувінтас; меншою мірою представлені дерново-глеєві. Просторовий розподіл верхових, перехідних і низинних болотних ґрунтів збігається із розташуванням боліт відповідних типів, однак за площею переважають верхові (близько 3 400 га). У центральній, найбільш підвищеній, ділянці болота Жувінтас шар торфу сягає 8 м завтовшки, на болоті Амалвас його висота не перевищує 5,6 м. Найменш розвинуті болотні ґрунти можна побачити біля озерних берегів — це відносно молоді ділянки суходолу, які заросли очеретом у недавньому минулому. На сході й півночі заповідника існують мінеральні ґрунти, які відповідають підвищеним ділянкам рельєфу навколо озерної котловини.

## Флора

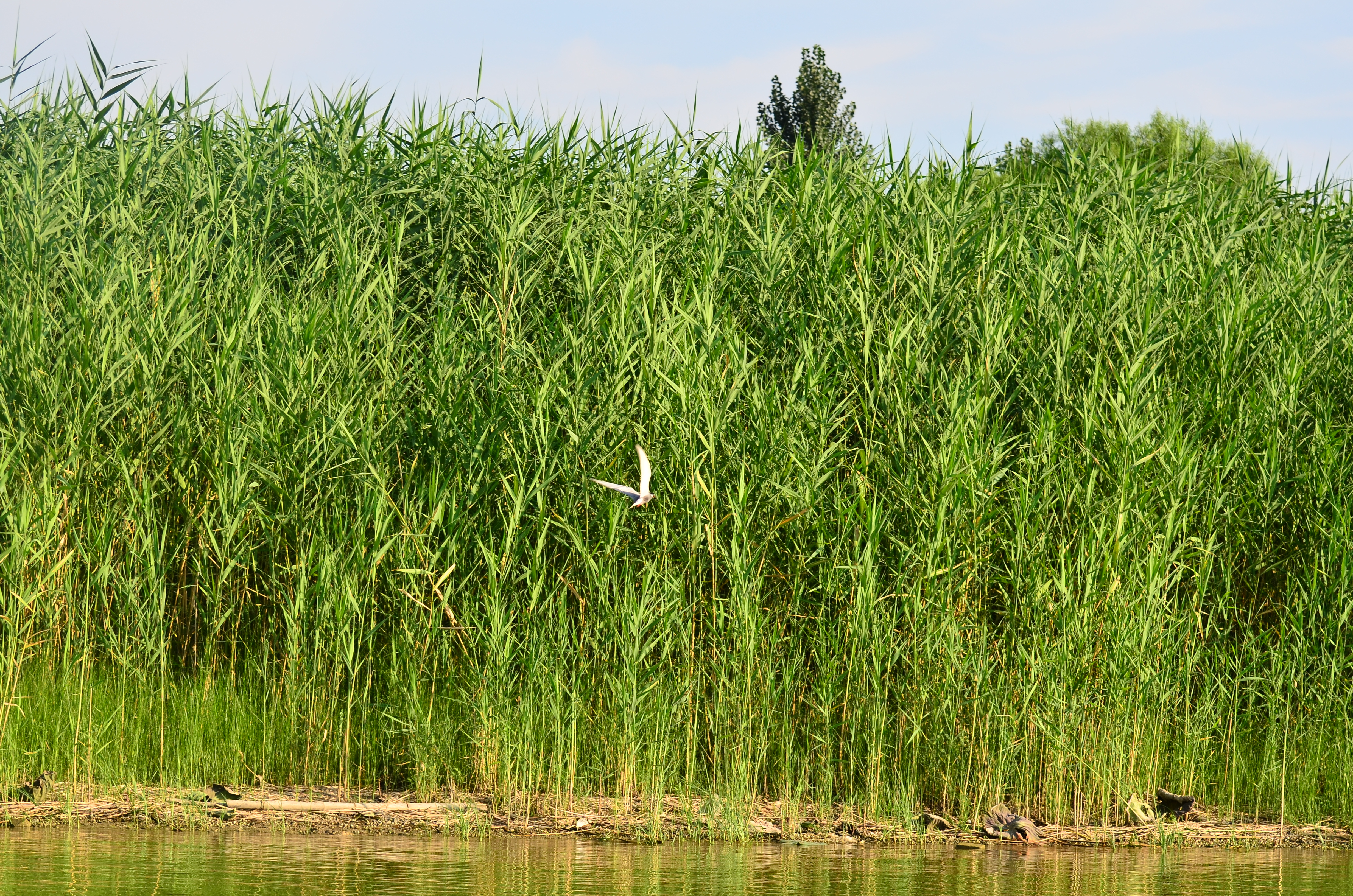
Зарості очерету.

У біосферному заповіднику Жувінтас описано вищих рослин 613 видів, мохів — 108, водоростей — 105, грибів — 107. Близько чотирьох десятків видів належать до рослин, охоронюваних у Литві в той чи інший спосіб, в тому числі чотири види визнані надзвичайно рідкісними. На велике значення заповідника у збереженні автохтонної флори вказує той факт, що такі рослини як Sphagnum subtile, Tolipella prolifera, Utricularia ochroleuca вперше в Литві були знайдені саме в околицях Жувінтаса.
Серед фітоценозів заповідника найбільш поширені угруповання водних, навколоводних та болотяних рослин. Ще ⅓ території (близько 6 000 га) займають мішані та листяні ліси. За видовим складом у них найбільшу площу займають бори (80 %), менш поширені березини і вільшаники (по 8 %), невеличкими ділянками представлені ялинові ліси та осичняки (по 0,5 %). Переважна більшість лісів заповідника природні, штучні лісонасадження займають лише 4 % від їхньої загальної площі.
Водна рослинність вкриває усі охоронювані водойми і поділяється на кілька формацій. Формація занурених макрофітів представлена водоростями з роду Chara і вищими рослинами: водоперицею, рдесником, куширом, водяним різаком. Формація німфеїд, тобто рослин з вільно плаваючим на поверхні листям, поширена на біль-менш глибоких ділянках озер. До неї належать латаття біле, глечики жовті, рдесник плавучий. Ближче до берега можна побачити представників іншої формації, до якої належать як вільноплаваючі, так і укорінені в ґрунті види. Зокрема, до вільноплаваючих видів прибережних мілководь належать ряска і жабурник звичайний, а укорінені в ґрунті рослини представляють такі підводні макрофіти як лепешняк плавучий, їжача голівка, лепеха звичайна, комиш (куга), очерет, рогіз вузьколистий, кілька видів осок. В деяких місцях озера Жувінтас густі зарості цих рослин утворюють плавучі острівці.
Смуга між водою і суходолом — завжди зволожена, але з невисоким рівнем води — зайнята навколоводною рослинністю. Тут беззастережно панують очерет і вузьколистий рогіз. Мертві рештки цих рослин та їхні високі стебла пригнічують розвиток інших видів, тому рогіз і очерет завжди утворюють щільні однорідні зарості. Ще далі углиб суходолу рослинні угруповання змінюють одне одне на зразок концентричних кілець, кожне з яких відповідає певній висоті ділянки і відповідному рівню зволоження ґрунту.
На найнижчих ділянках суходолу розвиваються заболочені ліси або низинні болота. Заболочені ліси утворені такими породами вологолюбних дерев як вільха сіра та чорна, береза пухнаста і низька, осика із домішкою окремих особин верби білої. Підлісок в цій зоні утворюють кущі крушини ламкої, верби п'ятитичинкової, попелястої, розмаринолистої. Натомість, на низинних болотах деревно-чагарникова рослинність не представлена. Це царство осок, серед яких найчастіше трапляються осока омська, чорна, дворядна і двотичинкова. Окремі ділянки низинних боліт, наближені до підвищених гряд із мінеральним ґрунтом, вкриті злаками і різнотрав'ям.

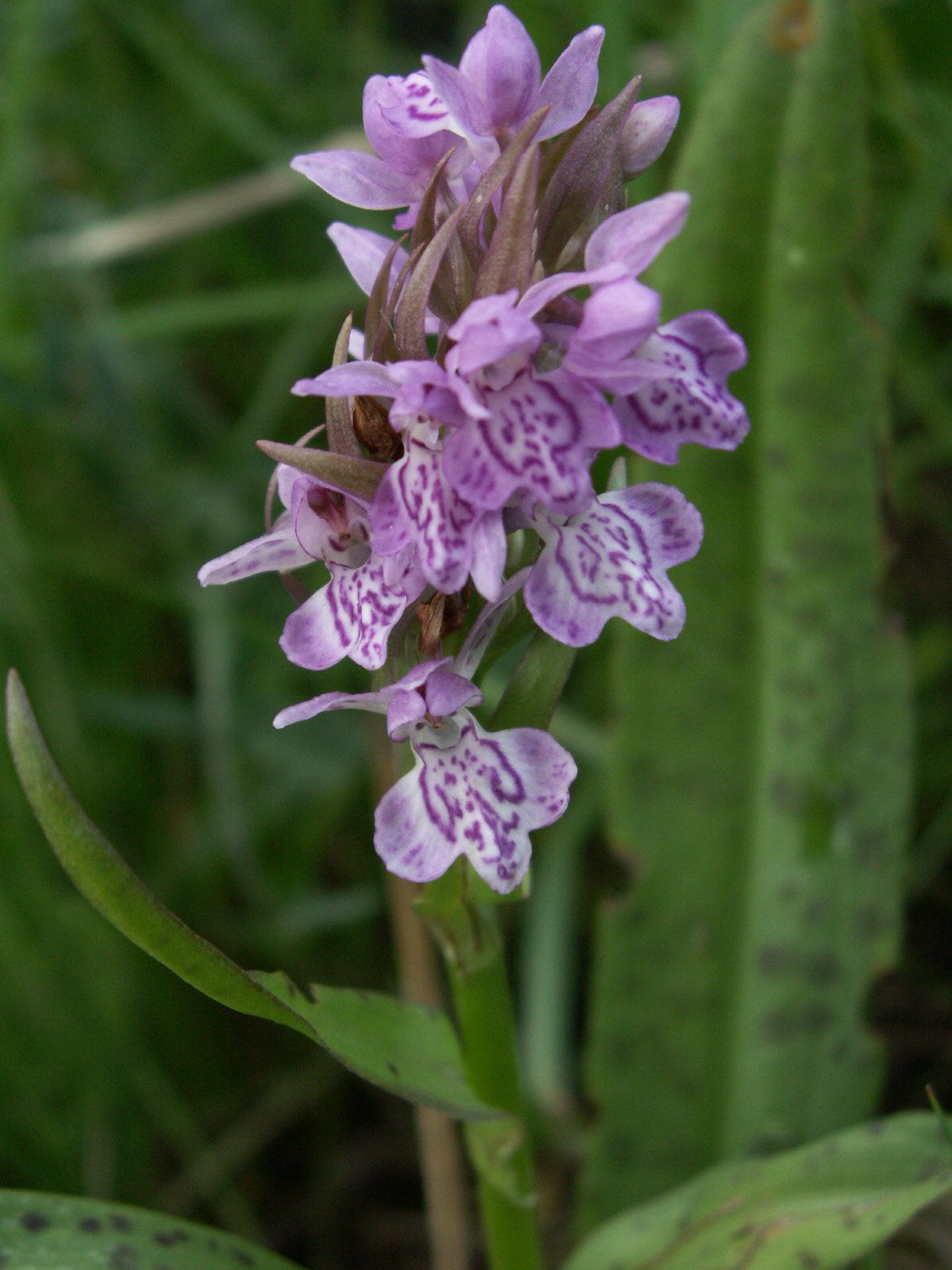
Dactylorhiza baltica.

Перехідним болотам властиве відносно глибоке залягання ґрунтових вод, навіть глибше, ніж на розташованих вище верхових болотах, тому тут рослинність поєднує риси як вологолюбних, так і мезотрофних рослинних угруповань. У цих місцинах трапляються такі ж дерева і чагарники, які можна побачити на берегах озер, — осика, вільха чорна, береза, декілька видів верб. Разом з тим, до них домішуються окремі пригнічені сосни і кущі звичайного ялівцю (ці породи полюбляють сухіші ґрунти). Так само пістряво виглядає і трав'яний покрив: разом із вересом звичайним, журавлиною болотяною, брусницею, чорницею, чорною водянкою тут зростають осоки, пухівка піхвова, різні види сфагнових мохів. Понад половину площі верхових боліт займають розріджені соснові ліси із пануванням багна звичайного у трав'яному покриві, інша частина зайнята відкритими трав'янистими фітоценозами із поодинокими пригніченими деревами. Лише окремі невеличкі ділянки вщент безлісі й своїм виглядом нагадують тундру.
На південно-західній околиці болото Жувінтас переходить у ліс Букта, що розвинувся на підвищеній ділянці з мінеральним ґрунтом. Цей деревний масив, на противагу заболоченим приозерним, високопродуктивний, у його верхньому ярусі переважають ялини з домішкою осики берези, граба, часто трапляються дуби вражаючих розмірів. Масив Букта визнаний еталонним лісом Литви. Найрідкіснішим фітоценозом заповідника є луки. Вони займають лише 600 га заповідної території, втім, попри настільки малу площу представлені декількома типами лучної рослинності. Цінність лук полягає в тому, що вони є оселищем кількох рідкісних видів, які в інших частинах заповідника не ростуть. Це занесені до Червоної книги Литви тирлич вузьколистий, Dactylorhiza baltica та Dactylorhiza ochroleuca, блищак болотяний. Окремої згадки заслуговує верба лапландська — у Литві ця рослина знайдена тільки в біосферному заповіднику Жувінтас.

## Фауна

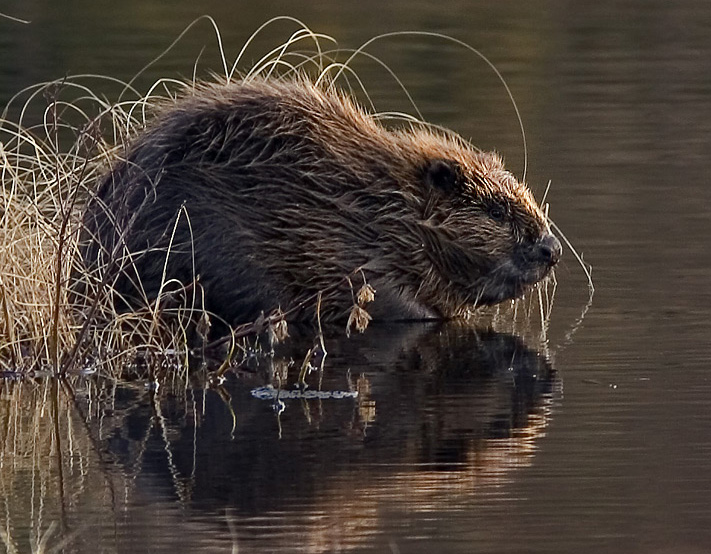
Бобер.

У біосферному заповіднику Жувінтас налічують ссавців — 45 видів, птахів — 234, плазунів — 5, земноводних — 10, риб — 22, комах — близько 2000 видів. Не зважаючи на таке велике різноманіття (у заповіднику представлена майже вся фауна Литви), щільність популяцій окремих видів коливається в широких межах. Оскільки значна частина охоронюваної території зайнята водоймами або заболочена, то загалом для звірів умови тут несприятливі, тому чисельність ссавців відносно невелика. Натомість, важко доступні із суходолу водно-болотні угіддя — чудовий прихисток для птахів.
Комахоїдні тварини представлені в Жувінтасі європейськими їжаком і кротом, звичайною та малою мідицями, великою рясоніжкою. З кажанів відмічені тільки ставкова і вусата нічниці. В околицях Жувінтаса звичні сірі зайці. Через поширеність вологих болотних ґрунтів у заповіднику нечисельні норні гризуни: щур водяний, шапарка сибірська, нориця руда, полівка звичайна і північна, мишак жовтогрудий. Навколо людських осель знайдені миша хатня, пацюки чорний та сірий, здебільшого на луках трапляється мишка лучна, а вивірка приурочена до зрілих лісів. В 1947 році в Жувінтасі намагались реакліматизувати цінних представників литовської фауни — бобрів. Вісім особин, завезених з Воронезького заповідника, спочатку оселились на берегах Бамбяни та Довіне, однак у 1950-х роках майже вся популяція покинула охоронювану територію. 1974 року звірі повернулись, успішно розмножились і зараз доволі звичайні у заповіднику. В 1969 році на терени заповідника самостійно вселилась ондатра. У наступне десятиліття її чисельність зростала дуже стрімко, однак потім так само швидко знизилась. Після 1985 року цих тварин у Жувінтасі бачать дуже рідко.
На початку існування заповідника копитні на його теренах були рідкісні. Це пояснювалось невеликою за площею територією, яка майже повністю була зайнята водоймами, і негативним впливом хижаків. З 1960-х років чисельність копитних усіх видів стабільно зростає. За всі роки спостережень у Жувінтасі відмічені три види цих ссавців: сарна європейська, лось і дика свиня. Сарна тяжіє до відкритих біотопів, мешкає здебільшого у північній частині охоронюваної території, виходить пастися на луки і поля навколишніх сіл. Оскільки площа лук у заповіднику незначна, популяція сарни залишається невеликою, але стабільною. Лось спочатку був випадковим відвідувачем заповідних теренів, але після приєднання до заповідника лісу Букта став його постійним мешканцем. Лосі воліють пастися на верхових болотах, де люблять обкушувати пагони молодих сосен. Найбільш успішним копитним виявилася дика свиня. У 1961 році в Жувінтасі знайшли тільки дві сім'ї цих тварин, а в 1980-х роках їхня чисельність досягла 300—350 осіб. Дикі свині воліють шукати харчі у заростях очерету, на луках і в заболочених чагарниках — саме там, де гніздується більшість цінних птахів. Свині не тільки турбують пернатих, але й знищують їхні яйця і пташенят. Оскільки ці копитні негативно впливають на популяцію тетеруків, сірих журавлів, різноманітних куликів, їхню чисельність регулюють.
Ще одним ворогом птахів у Жувінтасі є річковий візон. Ця тварина непритаманна фауні Литви, самостійно заселила озеро Жувінтас у 1982 році і створила у заповіднику сталу популяцію. Інший автохтонний представник куницевих — видра — живиться переважно рибою і не шкодить охоронюваним видам. Чисельність цих тварин невисока (до десятка особин). Інші види куницевих — борсук, ласиця, чорний тхір, горностай, лісова куниця — приурочені до лісів. Так само як і видра, рідкісні норні хижаки: звичайна лисиця, єнотоподібний собака і вовк. Для лисиць у заповіднику мало сухих ділянок, необхідних для облаштування нір, однак ці хижаки розмножуються поблизу навколишніх сіл і часто заходять на охоронювану територію в пошуках поживи. Єнотоподібного собаку вперше виявили в Жувінтасі зимою 1959—1960-го років. Звірі спочатку швидко розмножились, але потім стали так само нечисельними, як і видри. Оскільки цей вид вважають інвазійним, заходи з охорони єнотоподібних собак у заповіднику не проводять. Вовки в околицях озера Жувінтас в минулому були звичайні, але постійно в межах сучасної охоронюваної території не живуть. Окремі особини навідуються в заповідник з навколишніх лісів задля полювання, проте їхній вплив на копитних наразі незначний, оскільки популяція вовків знаходиться під постійним тиском мисливців.

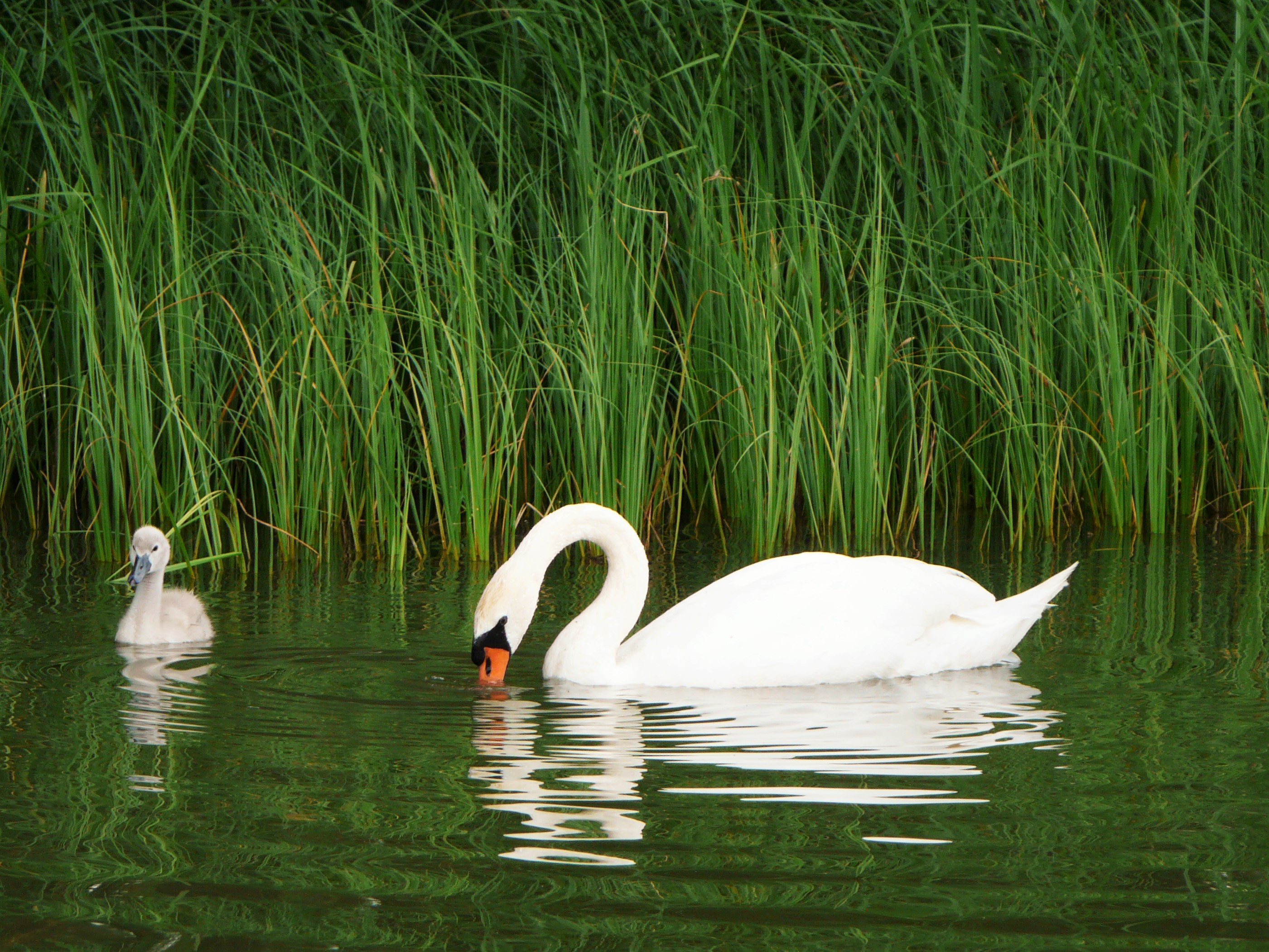
Лебідь-шипун із пташеням на годівлі.

З птахів Жувінтаса найбільш чисельні і помітні водоплавні та навколоводні види. Офіційною емблемою біосферного заповідника є лебідь-шипун. Колись цей вид мав осяжний ареал, який охоплював майже всю Європу. У XVII—XIX століттях хижацьке полювання на лебедів-шипунів поставило їх на межу винищення. На початку XX століття у країнах Балтії сталих популяцій цього виду вже не існувало, у Литві поодинокі невдалі спроби гніздування спостерігали тільки на озері Жувінтас. У 1937 році саме тут вперше зафіксували успішне гніздування двох пар. Запровадження охоронного режиму привабило птахів і вони почали прилітати сюди щороку. До кінця 1950-х років популяція збільшувалась невпинно, але повільно, згодом ріст чисельності набув бурхливого характеру. З озера Жувінтас птахи почали розселятися не тільки по околицях, але й по всьому східному узбережжю Балтійського моря. Окрім пар, що гніздуються, на заповідних озерах збирається близько 300 особин під час линяння, а ще близько 350 залишаються тут на зимівлю.
Окрім лебедів чисельними мешканцями водойм є звичайні мартини, крижні, попелюхи, чубаті черні, лиски, річкові крячки, чирянки великі та малі, великі пірникози. Усі ці птахи прилітають в заповідник ще у березні. Звичайні мартини облаштовують колонії на плавучих острівцях серед озера і покидають його найперші вже наприкінці липня. Крижні гніздуються як на озері, так і на болотах і луках навколо заповідника, влітку вони линяють у навколоозерних хащах. Чирянки тяжіють до густих лісів і боліт, де оселяються на берегах маленьких водойм. Лиски, чубаті черні, попелюхи воліють гніздуватися в колоніях озерних мартинів, під захистом яких почувають себе більш впевнено. Осібну колонію у гирлі Бамбяни влаштували чорні крячки, доволі рідкісні по всій Литві. Ці птахи прилітають пізно, в ту пору, коли інші водоплавні вже висиджують яйця. Постійно, хоч і в незначній кількості, на озері Жувінтас гніздуються крячок білощокий і білокрилий, нерозень, свищ, широконіска, чернь білоока, пірникоза сірощока й чорношия, а в окремі роки — пірникоза мала, сизий та малий мартин.
Восени озерні краєвиди різко змінюються під навалою перелітних зграй. Першими такі скупчення утворюють берегові ластівки, які збираються на полювання перед відльотом у серпні. В окремі дні над озером Жувінтас одночасно годуються 30 000—50 000 цих пернатих. Наприкінці літа в очеретах на південному березі Жувінтаса зупиняються на ночівлю шпаки. Загалом галасливі зграї цих птахів налічують до 100 000 особин. Значно збільшується чисельність лебедів-шипунів, різноманітних качок. На озері в окремі роки нараховували до 20 000 особин білолобих гусок і гуменників. На такому тлі майже непомітні сірі гуски і сірі журавлі, однак ці птахи привертають особливу увагу орнітологів. Сірі гуски в минулому були звичайними у Литві, однак під натиском мисливців майже зникли у цій країні. Останнім часом у Жувінтасі регулярно гніздуються декілька пар. Сірих журавлів помічали під час весняних й осінніх міграцій у зграях загальною кількістю 500—600 особин. Хоча це не найчисельніший птах заповідника, однак скупчення журавлів такого розміру є чи не найбільшими у Балтії. З числа перелітних журавлів близько 10—12 пар залишаються у заповіднику на гніздування, оселяються вони на верхових болотах. Взимку на озері Жувінтас постійно зимують окремі лебеді-шипуни, крижні.

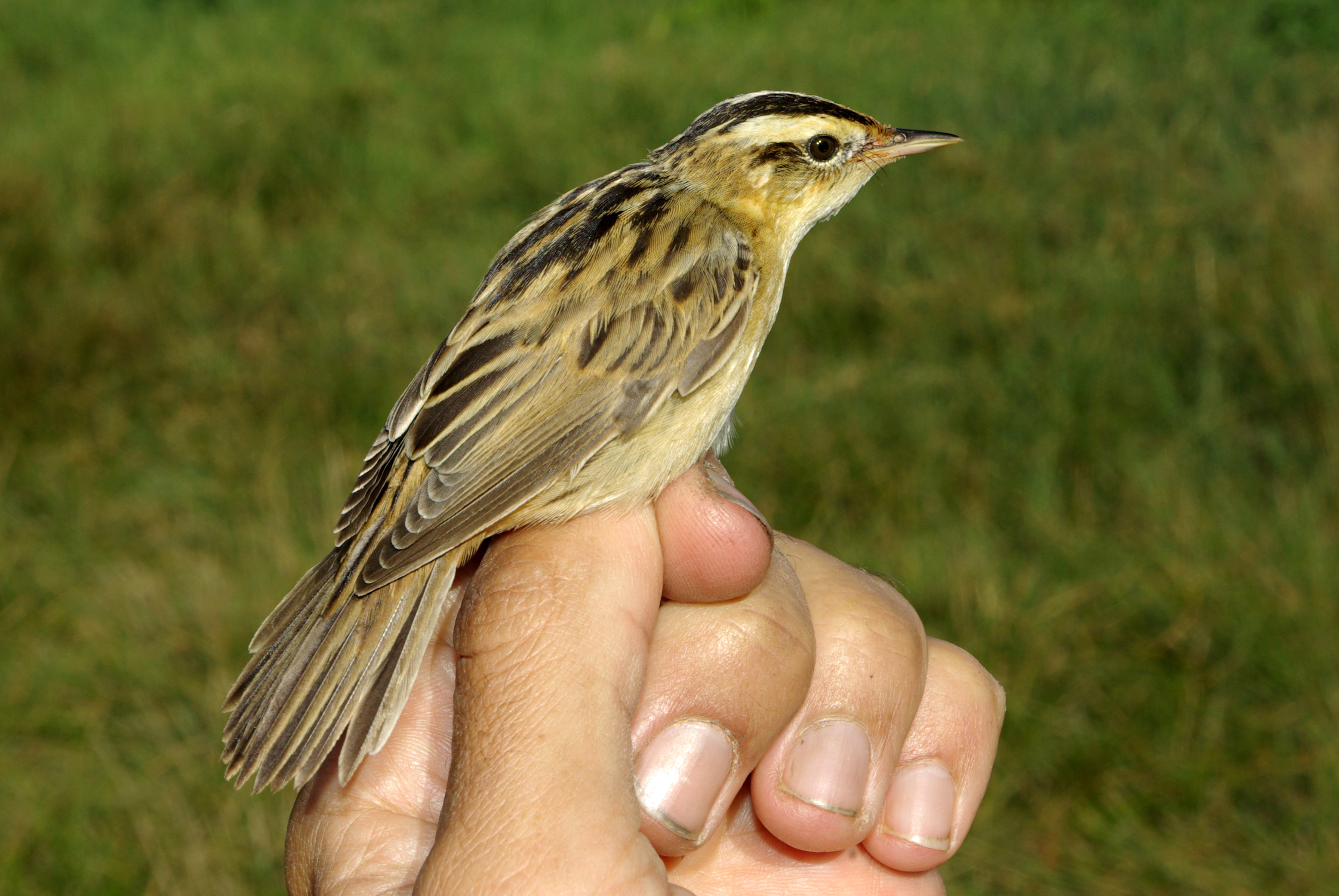
Очеретянка прудка.

Серед навколоводних птахів найбільш різноманітна група куликів. Звичними мешканцями заповідника Жувінтас вважають великого кульона, звичайного баранця, чайку, звичайного і болотяного коловодників. Втім, майбутнє цих пернатих непевне, оскільки площа улюблених ними лук і приозерних чагарників зменшується. На перельотах у заповіднику численні турухтани, в останні десятиліття вони почали гніздуватися окремими парами на верхових болотах. Чисельність рідкісних очретяних лунів і бугаїв у заповіднику є оптимальною. Обидва види оселяються у непрохідних заростях очерету в гирлі Бамбяни і на озерних мілководдях. Крім того, зарості очерету і рогозу не можна уявити без притаманних їм горобцеподібних: солов'їної кобилочки, великої, лучної та ставкової очеретянок, дуже рідкісної вусатої синиці. Вкрай рідкісна мешканка берегових хащ очеретянка прудка: у 2012 році в заповіднику спостерігали гніздування тільки однієї пари цього виду, можливо, безуспішне.
Орнітофауна лісів багата, однак представлена переважно горобцеподібними птахами. З великих видів в них постійно мешкають тетеруки. В першій половині XX століття в Жувінтасі було кілька сотень цих пернатих, але їхній чисельності великої шкоди завдали дикі свині. У XXI столітті жувінтаська популяція тетеруків налічує до сотні особин. Серед рідкісних мешканців лісів слід зазначити занесених до Червоної книги Литви пугача, голуба-синяка, трипалого дятла, сиву жовну, осоїда.
З плазунів у заповіднику Жувінтас поширена тільки звичайна гадюка, яку часто можна зустріти на болотах. Прудкі та живородні ящірки, звичайні вужі нечисельні і трапляються переважно у лісах Райзге, Радутіне, Кадагінас. Земноводні, в основному, чисельні. Наприклад, в озерах повсюдно можна спостерігати за зеленими ропухами, гостромордими і трав'яними жабами. Звичайні тритони переважають у східній частині жувінтаської акваторії. Рідкісні зустрічі з очеретяними ропухами і звичайними часничницями.

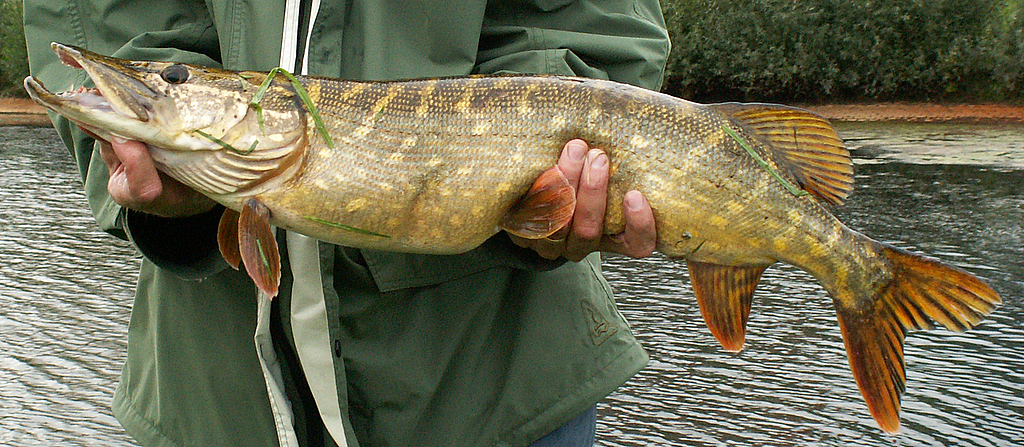
Щука — найтиповіша риба Жувінтаса.

Іхтіофауна заповідника типова для евтрофікованих озер. Найчисельніша риба Жувінтаса щука, яка, однак, потерпає від лову місцевих рибалок. Окрім неї в охоронюваних озерах звичними є лящ, окунь, лин, краснопірка. Місцевого в'язя слід розглядати як залишок геологічного минулого Жувінтаса. Також в озерах і річках заповідника трапляються сазан, йорж, річковий минь, плоскирка, звичайний карась, в'юн, звичайна щипавка, верховодка, плітка, звичайний пічкур, колючки триголкова і дев'ятиголкова. Серед рідкісних риб варто виокремити європейського вугра.
Фауна безхребетних заповідника Жувінтас багата. Серед рідкісних метеликів у заповіднику відмічений махаон. Дослідники вказують на багатство зообентосу і зоопланктону охоронюваних озер. На дні та підводній рослинності водойм оселяються малощетинкові та кільчасті черви, м'якуни, рівноногі раки. Тут також багато личинок комарів (особливо хірономід), водяних жуків, бабок тощо. Всі ці організми є кормовою базою риб.

## Культурні пам'ятки

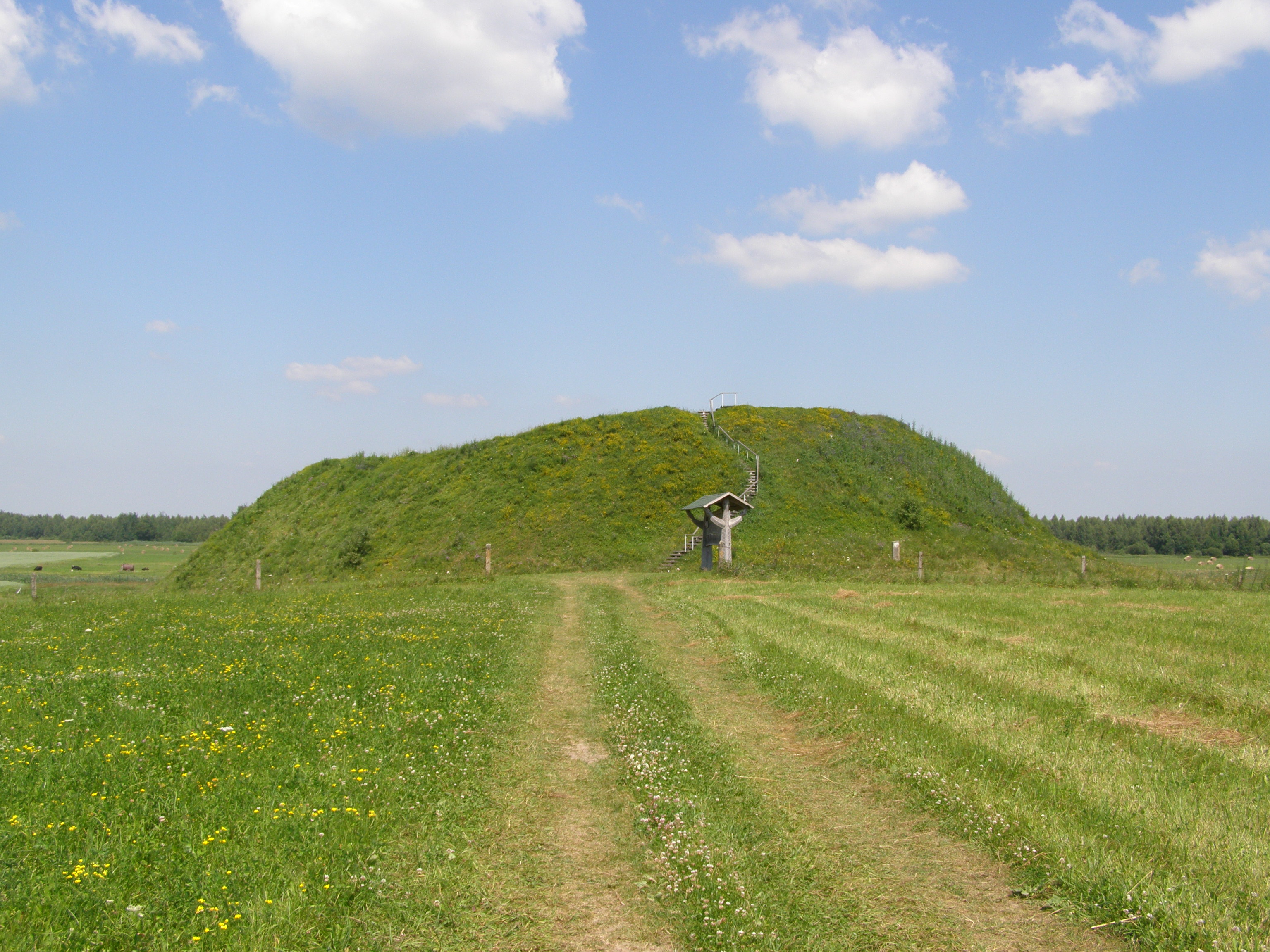
Варнупяйське городище.

Терени заповідника Жувінтас відносно небагаті на об'єкти культурної спадщини, однак в межах заповідної території знаходиться кількам пам'яток місцевого і республіканського значення. З них найвидатнішою і найбільшою за розміром є Варнупяйське городище, розташоване поблизу села Варнупяй. Його створення датують кам'яною добою. Вважають, що земляний вал насипали вручну, застосувавши також великі колоди. Поблизу насипу викопані археологічні знахідки, приналежні йотвінській культурі. В південному напрямку від городища лежить давній міфологічний камінь Падкавіню. Ще одне городище — Печяй — знаходиться на горі Гауляс, а на березі річки Бамбяни можна побачити залишки давніх укріплень Бамбінінкай. Історичну цінність мають дев'ять старовинних цвинтарів, розташованих поблизу сіл, розташованих біля кордонів заповідника. У селах подекуди збереглись старі господарські будівлі, наприклад, вітряки. З культових споруд особливо цінні церква святого Юри у містечку Даукшяй і Троїцька церква села Речяй.

## Стан екосистем
Біоценози заповідника Жувінтас знаходяться під впливом природних і антропогенних чинників. До природних чинників слід віднести сукцесію однойменного озера, яка полягає у його поступовій евтрофікації й перетворенні на суходіл. Цей процес розпочався тисячі років тому і носить незворотній характер. Разом з тим, природна евтрофікація протягом всієї геологічної історії водойми відбувалася дуже повільно. Антропогенний вплив на озерне довкілля значно пришвидшив цей процес у другій половині XX століття. Як наслідок, площа водного дзеркала почала скорочуватись настільки стрімко, що найвразливіші живі організми не встигають пристосуватися до таких змін. Через це вже за часів існування заповідника відмічено скорочення заростей зануреної рослинності, а водорості з роду Chara, колись звичні в Жувінтасі, практично зникли у цій водоймі. Оскільки така рослинність слугує кормовою базою водоплавним птахам, її зменшення вплинуло негативно на чисельність деяких охоронюваних видів. У майбутньому такі зміни можуть поставити під сумнів доцільність охорони цієї території.
Дослідження екологів показали, що пришвидшення евтрофікації відбувається за рахунок високої мінералізації вод, що живлять озеро Жувінтас. Підвищення вмісту хімічних речовин обумовлено інтенсивним веденням сільського господарства на вододілі Довіне й Першеке. Через розорювання земель, застосування мінеральних добрив, загальну хімізацію сільських угідь у води Довіне потрапляє значна кількість мінералів. До того ж меліоративні канали, спрямовані переважно у бік озера, сприяють ерозійному виносу цього мулу безпосередньо у водойму. Замулення берегів призводить до швидкого заселення їх рослинами-піонерами, в першу чергу, очеретом, який створює суцільні, непрохідні, непривабливі для водоплавних птахів зарості. Натомість, очеретяні хащі приваблюють диких свиней, які винищують гнізда тих небагатьох пернатих, які загніздилися у зелених нетрях.
З інших біоценотичних змін у заповіднику Жувінтас відмічено збільшення площі верхових боліт. Цей процес — результат природного розвитку сфагнових мохів на болоті, які відмираючи, стають основою для нових шарів торфу. Подібні природні зміни не мають негативного впливу на екосистему, а в перспективі можуть бути навіть корисні, оскільки сприяють розселенню ягідних чагарничків, а отже збільшують кормову базу тетеруків і сірих журавлів. Втім, гідрологічний режим болота Амалвас в минулому сильно постраждав внаслідок прокладання меліоративних каналів, зараз низький рівень ґрунтових вод у цьому болотяному масиві перешкоджає заселенню його ягідними чагарничками.
Найбільш природними і неушкодженими в заповіднику слід вважати лісові екосистеми. Місцеві ліси практично не потребують лісотехнічних заходів задля оздоровлення, хоча у 2011 році спостерігали всихання дубів в заповідному лісі Букта (це явище було обумовлене природними причинами).
Окремі негативні зміни в екосистемах пов'язані безпосередньо із суворим охоронним режимом. Так, після заповідання лук на них припинили випасати худобу і косити сіно, внаслідок чого вони почали заростати чагарниками, молодими деревами, а на заболочених ділянках — очеретом. Це поставило під загрозу гніздування багатьох видів куликів, які прив'язані до відкритих біотопів і не гніздуються на ділянках із обмеженим видноколом. Для збереження біоценотичного різноманіття, збільшення чисельності рідкісних видів у заповіднику проводили окремі біотехнічні заходи, зокрема, регулювали чисельність диких свиней. Однак їх виявилось недостатньо. В 2006 році був прийнятий План управління біосферним заповідником Жувінтас. Заповідна територія була поділена на зону суворої охорони і буферну, а навколо заповідника була встановлена транзитна зона з регульованим режимом господарювання.

## Наукова і господарська діяльність

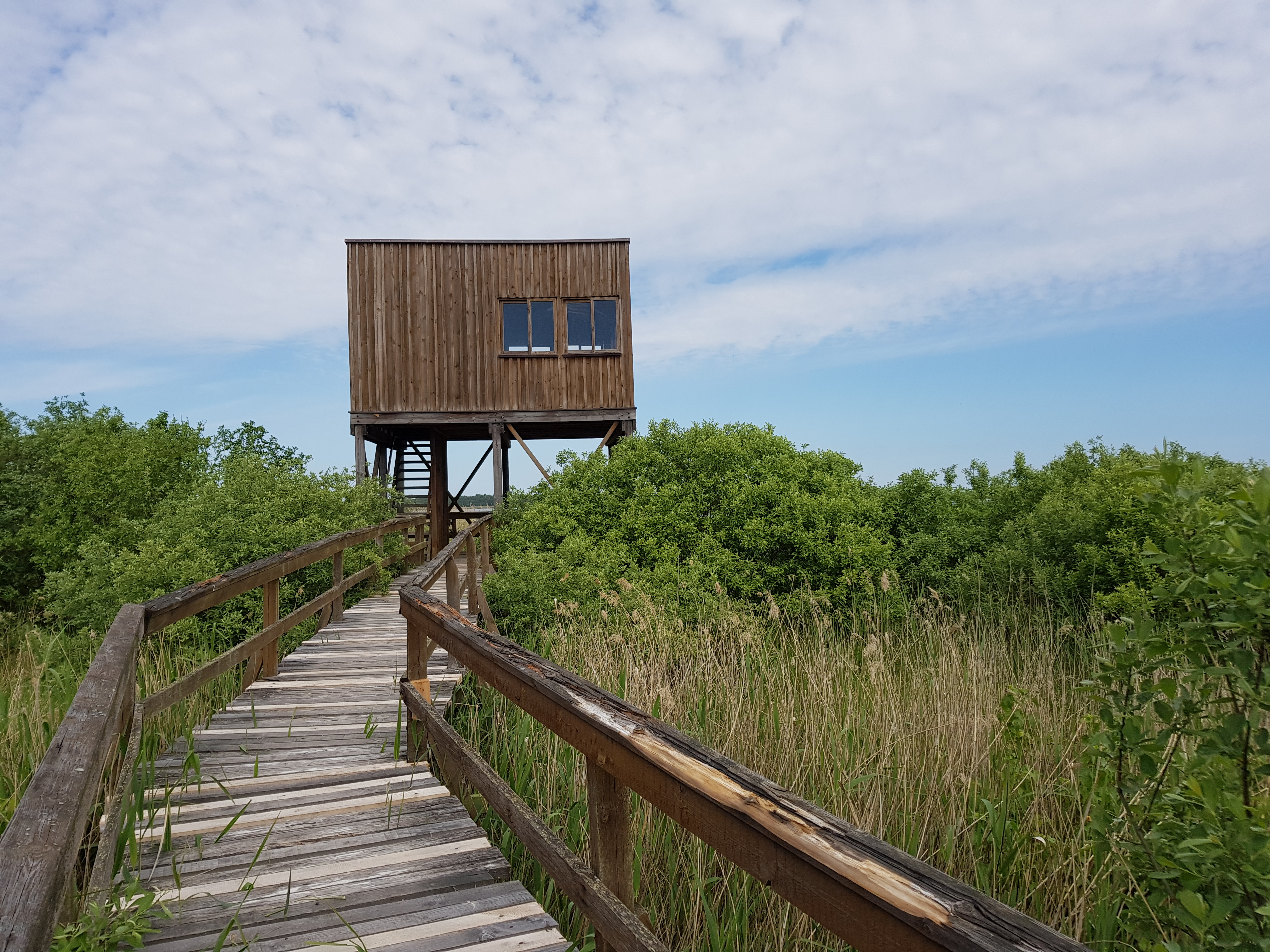
Орнітологічний пост для спостереження за птахами.

Перші наукові дослідження в околицях Жувінтаса здійснив польський орнітолог В. Тачановський, який працював тут у період з 1855 по 1862 рік. Зібраний матеріал він передав зоологічному музею Варшавського університету. В 1910 році І. Данілов дослідив озеро й навколишні болота з точки зору практичного використання. Починаючи з 1920 року на озері почав систематичні дослідження зоолог Т. Іванаускас. Матеріали його експедицій лягли в основу тритомної монографії «Птахи Литви» (1959), збагатили колекції Каунаського зоологічного музею та зоомузею Вільнюського університету. Саме за його висновками і пропозиціями в 1937 році на озері встановлено заповідний режим. Одночасно з професором цю місцевість досліджували ентомологи О. Елледер, А. Паленіс (у 1921—1940 роках), ботаніки К. Регель, В. Кох, І. Купрявічюс (у 1924—1937 роках). Цим дослідникам вдалось зібрати у Жувінтасі багаті колекції комах та гербарії. У 1938 році наукову естафету від професора Т. Іванаускаса прийняв відомий біолог Т. Зубавічюс, який пропрацював у заповіднику до 1978 року.
Нежива природа також не залишилась поза увагою вчених. У 1930 році на болоті Жувінтас провели розвідувальні роботи задля визначення запасів торфу. У 1934—1938 роках Ч. Пакутскас детально дослідив рельєф заповідної території. Ці досліди продовжились у 1960-х роках, але займались ними вже інші вчені: К. Белюкас, А. Гарункштіс, А. Сейбутіс. Цей період увійшов в історію заповідника ще одною видатною працею. У 1960—1962 роках Інститут ботаніки, зоології та паразитології за участю інших науково-дослідницьких установ провів на озері Жувінтас комплексну наукову експедицію. Її результати були оформлені у вигляді монографії «Заповідник Жувінтас» (1968). Друга комплексна експедиція такого ж масштабу тривала з 1979 по 1986 рік. Її метою було вивчення біологічних та екологічних змін в екосистемах заповідника. Результати саме цієї експедиції показали, що негнучкий суворий охоронний режим унеможливлює збереження біорізноманіття.
В XXI столітті в біосферному заповіднику Жувінтас дотримуються стратегії обмеженого регульованого господарювання, яка дозволяє зберегти біологічне різноманіття у рівновазі з економічними інтересами місцевого населення. Задля поліпшення циркуляції води в озері Жувінтас проводять часткове скошування очерету, який взимку використовують як біопаливо. На лучних ділянках видаляють деревно-чагарникову рослинність, а задля запобігання наступному заростанню цих територій на них скошують сіно і випасають велику рогату худобу. Дозвіл на сінокіс починає діяти з 15 липня — після того, як відцвітуть найбільш уразливі лучні рослини. Дозвіл на випасання худоби видається з 15 червня — після того, як лучні кулики виведуть пташенят і перемістяться з молоддю до водойм. Сінокосні та пасовищні ділянки не суцільні, а чергуються у вигляді смуг, на них обов'язково залишають окремі куртини очерету. У лісах видаляють частину сухостою. При будівництві інженерних мереж в межах охоронюваної території електричні кабелі прокладають під землею, а для малонаселених сіл передбачене застосування автономних систем водопостачання й очищення стічних вод. Будівництво житла дозволено тільки у буферній і транзитній зонах. Показово, що при реконструкції й будівництві житла власники зобов'язані керуватись місцевими традиціями, що також передбачає використання певних матеріалів, кольорів, архітектурних форм. Матеріально-технічна база заповідника відповідає сучасним вимогам: його співробітники користуються трьома автомобілями, в їхньому розпорядженні агрономічна техніка, човни тощо.
Заповідник Жувінтас від часу свого заснування грає помітну роль в пропаганді охорони природи та екотуризмі. Знайомство відвідувачів з природоохоронною справою відбувається різними шляхами. Юнацтво, зорганізоване в дитячі науково-дослідницькі організації, та студентська молодь безпосередньо залучені до наукових робіт працівників заповідника. Юні натуралісти допомагають у щорічному кільцюванні птахів (у Жувінтасі кольцюють десяту частину всіх помічених у Литві пернатих), а студенти проходять на базі заповідника освітню практику. Непідготовлені відвідувачі можуть ознайомитись з геологічним розвитком озера, його флорою та фауною в музеї заповідника. Екскурсантам надають можливість зазирнути до наукових лабораторій установи, однак відвідини сторонніми особами заповідної території заборонені. Як виняток, місцевим жителям видають ліцензії на риболовлю в озері Жувінтас: ловлять переважно щуку. Про біосферний заповідник Жувінтас знято кілька документальних фільмів.